# 香港城市大學邵逸夫圖書館
邵逸夫圖書館（英語：Run Run Shaw Library）為香港城市大學的圖書館，於1984年成立，並於1989年隨大學遷入九龍塘永久校舍。1990年，由於城大（時稱「香港城市理工學院」）獲邵逸夫鉅額捐款，此館遂冠名為為邵逸夫圖書館。
除了位於城大校園的圖書館外，此館亦於沙田石門某工業大廈設立書庫，以存放部分特藏及閉架書籍。